# Buxeuil, Aube
Buxeuil är en kommun i departementet Aube i regionen Grand Est (tidigare regionen Champagne-Ardenne) i nordöstra Frankrike. Kommunen ligger  i kantonen Bar-sur-Seine som ligger i arrondissementet Troyes. År 2022 hade Buxeuil 112 invånare.

## Befolkningsutveckling
Antalet invånare i kommunen Buxeuil
Referens: INSEE